# مونت ديل فورنو
مونت ديل فورنو (بالإنجليزية: Monte del Forno)‏ هو أحد جبال سلسلة سلسلة بريغاغليا ويقع في كانتون غراوبوندن في سويسرا. يحتل المرتبة رقم 127 في قائمة جبال سويسرا من حيث الارتفاع، إذ يبلغ ارتفاعه حوالي 3214 متر، بينما يبلغ ارتفاع نتوء الجبل 446 متر، هذا وقد سجل أول وصول لقمة الجبل عام 1876.